# Бубнова (деревня)
Бубнова — деревня в Каменском районе Свердловской области России. Входит в Каменский муниципальный округ.
Ранее входила в состав Клевакинского сельсовета Каменского района.

## Название
По одной из версий, деревню основал первопоселенец, сосланный из подмосковной деревни Бубновой, название которой получило новое поселение.

## География
Деревня Бубнова расположена в 26 километрах (по автодорогам в 31 километре) к северо-северо-западу от города Каменска-Уральского, на левом берегу реки Каменки (левого притока Исети). В пределах деревни Каменка принимает левый приток, а в одном километре выше деревни по течению Каменки на реке образован пруд Нижний.

## Население
| 1904 | 1926 | 2002 | 2010 | 2021 |
| ---- | ---- | ---- | ---- | ---- |
| 666  | ↗691 | ↘41  | ↘36  | ↘10  |

Структура
По данным Всероссийской переписи населения 2002 года, в деревне Бубновой проживал 41 человек, все жители русские. По данным переписи населения 2010 года, в деревне проживали 36 человек — 17 мужчин и 19 женщин.